# Glycaspis nigrocincta
Glycaspis nigrocincta är en insektsart som först beskrevs av Walter Wilson Froggatt 1903.  Glycaspis nigrocincta ingår i släktet Glycaspis och familjen rundbladloppor. Inga underarter finns listade i Catalogue of Life.